# 汪受衷
汪受衷（1915年—1987年）贵州紫江（今开阳县城）人，高级工程师。

## 生平
汪受衷1937年自北洋大学土木工程系毕业。此后先后在成渝铁路工程局、重庆致远建筑公司任职。后来，任武汉中华联合工程公司工程师。中华人民共和国成立后，汪受衷历任上海建筑公司及华东建筑工程部工程师，组织了上海虹桥机场的建设施工。1952年，汪受衷在上海主持蕰藻浜大桥的建设施工时，首次使用了100英尺预制钢筋混凝土空心斜桩，开创了中国建筑工程中开槽打桩建基柱施工技术的先河。汪受衷不仅是中建一局建筑施工技术的开创者之一，也是中国现代建筑施工技术的开创者之一。
1954年，汪受衷奉命赴中国东北，参与领导第一汽车制造厂、第一重型机械厂的设计建设。1957年8月，汪受衷当选为黑龙江省第一届人大代表。1958年，主持设计了第二重型机械厂建设方案。1961年后，历任建筑工程部直属工程局（中建一局的前身）总工程师、第二汽车制造厂总指挥部生产组副组长、国家建委施工局总工程师、国家建工总局施工局总工程师及副局长、城乡建设环境保护部科学技术委员会委员、国家建筑业管理局顾问等职务。1964年12月，当选为第三届全国人大代表。1978年，当选第五届全国政协委员。
文化大革命期间，汪受衷受到冲击，其所在的第二汽车制造厂推行“干打垒”施工方法，严重违背建筑施工原则，汪受衷不畏强暴，就此事上书中央。
1980年4月，汪受衷加入中国共产党。1983年，当选为第六届全国政协委员。晚年，汪受衷先后担任中国建筑学会第五届常务理事、第六届理事。晚年退居二线之后，汪受衷仍赴中国各地的建筑工程一线调查，并先后参加了扬子乙烯工程、三峡工程等重点工程的技术论证和技术咨询。
1987年11月，湖南科学技术出版社出版了《论三峡工程的宏观决策》一书，其中收入了全国政协委员在水利电力部三峡论证领导小组第三次和第四次（扩大）会议上的发言，以及李锐、孙越崎、千家驹、林华、陆钦侃、汪受衷、方宗岱等人在杂志上发表的文章，该书由全国政协副主席周培源作序，集中了三峡工程“反上派”的声音。
1987年，汪受衷逝世。

## 著作
- 《攀登建筑工程的尖端，力争达到世界先进水平》
- 《编好施工组织总设计，用科学方法组织施工》
- 《怎样进行打桩工程》
- 《国际承包知识——建筑工程管理与组织》（译著）
- 《统筹法在工程中的应用》（汪受衷 主编，华罗庚 顾问）
- 参与编纂《中国大百科全书·建筑卷》[1]